# Priser og nomineringer modtaget af Mads Mikkelsen
Liste over priser og nomineringer modtaget af skuespiller Mads Mikkelsen.

## Større priser

### BAFTA Award
| År   | Nominerede værk | Kategori           | Resultat  | Ref.  |
| ---- | --------------- | ------------------ | --------- | ----- |
| 2021 | Druk            | Best Leading Actor | Nomineret | [ 1 ] |

### Bodil-prisen
| År   | Nominerede værk      | Kategori                   | Resultat  | Ref.  |
| ---- | -------------------- | -------------------------- | --------- | ----- |
| 2004 | Elsker dig for evigt | Bedste mandlige hovedrolle | Nomineret |       |
| 2004 | De grønne slagtere   | Bedste mandlige hovedrolle | Nomineret |       |
| 2005 | Pusher II            | Bedste mandlige hovedrolle | Vundet    | [ 2 ] |
| 2007 | Prag                 | Bedste mandlige hovedrolle | Nomineret |       |
| 2013 | En kongelig affære   | Bedste mandlige hovedrolle | Nomineret |       |
| 2014 | Jagten               | Bedste mandlige hovedrolle | Vundet    | [ 3 ] |
| 2021 | Druk                 | Bedste mandlige hovedrolle | Vundet    | [ 4 ] |
| 2024 | Bastarden            | Bedste mandlige hovedrolle | Vundet    | [ 5 ] |

### Cannes Film Festival
| År   | Nominerede værk | Kategori   | Resultat | Ref.  |
| ---- | --------------- | ---------- | -------- | ----- |
| 2012 | Jagten          | Best Actor | Vundet   | [ 6 ] |

### César Awards
| År   | Nominerede værk  | Kategori   | Ref.      |
| ---- | ---------------- | ---------- | --------- |
| 2014 | Michael Kohlhaas | Best Actor | Nomineret |

### European Film Awards
| År   | Nominerede værk    | Kategori                                         | Resultat  | Ref   |
| ---- | ------------------ | ------------------------------------------------ | --------- | ----- |
| 2006 | Efter brylluppet   | European Actor                                   | Nomineret |       |
| 2008 | Flammen & Citronen | European Actor (delt med Thure Lindhardt)        | Nomineret |       |
| 2011 |                    | Outstanding European Achievement in World Cinema | Vundet    |       |
| 2012 | Jagten             | European Actor                                   | Nomineret |       |
| 2020 | Druk               | European Actor                                   | Vundet    |       |
| 2023 | Bastarden          | European Actor                                   | Vundet    | [ 7 ] |

### Robert-prisen
| År   | Nominerede værk         | Kategori                  | Resultat  | Ref.   |
| ---- | ----------------------- | ------------------------- | --------- | ------ |
| 2024 | Bastarden               | Årets mandlige hovedrolle | Vundet    | [ 8 ]  |
| 2021 | Druk                    | Årets mandlige hovedrolle | Vundet    | [ 9 ]  |
| 2021 | Retfærdighedens ryttere | Årets mandlige hovedrolle | Nomineret | [ 9 ]  |
| 2016 | Mænd og høns            | Årets mandlige hovedrolle | Nomineret | [ 10 ] |
| 2014 | Jagten                  | Årets mandlige hovedrolle | Vundet    |        |
| 2013 | En kongelig affære      | Årets mandlige hovedrolle | Nomineret |        |
| 2011 | Valhalla Rising         | Årets mandlige hovedrolle | Nomineret |        |
| 2009 | Flammen & Citronen      | Årets mandlige birolle    | Nomineret |        |
| 2007 | Efter brylluppet        | Årets mandlige hovedrolle | Nomineret |        |
| 2007 | Prag                    | Årets mandlige hovedrolle | Nomineret |        |
| 2006 | Adams æbler             | Årets mandlige birolle    | Nomineret |        |
| 2005 | Pusher II               | Årets mandlige hovedrolle | Vundet    |        |
| 2003 | Elsker dig for evigt    | Årets mandlige hovedrolle | Nomineret |        |

## Øvrige priser

### Academy of Science Fiction, Fantasy & Horror Films, USA
| År   | Nominerede værk                       | Kategori                                         | Resultat  |
| ---- | ------------------------------------- | ------------------------------------------------ | --------- |
| 2023 | Indiana Jones and the Dial of Destiny | Saturn Award for Best Supporting Actor in a Film | Nomineret |
| 2016 | Hannibal                              | Saturn Award for Best Actor on Television        | Nomineret |
| 2015 | Hannibal                              | Saturn Award for Best Actor on Television        | Nomineret |
| 2014 | Hannibal                              | Saturn Award for Best Actor on Television        | Vundet    |

### Bambi Awards
| År   | Nominerede værk | Kategori                              | Resultat |
| ---- | --------------- | ------------------------------------- | -------- |
| 2023 |                 | Bambi Awards for Film - International | Vundet   |

### Chlotrudis Awards
| År   | Nominerede værk    | Kategori              | Resultat  |
| ---- | ------------------ | --------------------- | --------- |
| 2021 | Druk               | Best Actor            | Nomineret |
| 2014 | Jagten             | Best Actor            | Vundet    |
| 2010 | Flammen & Citronen | Best Supporting Actor | Nomineret |

### CinEuphoria Awards
| År   | Nominerede værk | Kategori                               | Resultat |
| ---- | --------------- | -------------------------------------- | -------- |
| 2022 | Druk            | Best Actor - International Competition | Vundet   |
| 2022 | Druk            | Best Actor - Audience Award            | Vundet   |
| 2014 | Jagten          | Best Actor - International Competition | Vundet   |

### Copenhagen TV Festival
| År   | Nominerede værk | Kategori                    | Resultat |
| ---- | --------------- | --------------------------- | -------- |
| 2002 | Rejseholdet     | Bedste mandlige skuespiller | Vundet   |

### Critics Choice Super Awards
| År   | Nominerede værk         | Kategori                                       | Resultat  |
| ---- | ----------------------- | ---------------------------------------------- | --------- |
| 2022 | Retfærdighedens ryttere | CCA Super Award for Best Actor in Action Movie | Nomineret |

### Dublin Film Critics Awards
| År   | Nominerede værk | Kategori   | Resultat   |
| ---- | --------------- | ---------- | ---------- |
| 2012 | Jagten          | Best Actor | 3. pladsen |

### Días de Cine Awards
| År   | Nominerede værk              | Kategori           | Resultat   |
| ---- | ---------------------------- | ------------------ | ---------- |
| 2022 | Druk                         | Best Foreign Actor | 4. pladsen |
| 2014 | Jagten og En kongelig affære | Best Foreign Actor | 4. pladsen |

### Fangoria Chainsaw Awards
| År   | Nominerede værk | Kategori      | Resultat  |
| ---- | --------------- | ------------- | --------- |
| 2016 | Hannibal        | Best TV Actor | Nomineret |
| 2015 | Hannibal        | Best TV Actor | Nomineret |

### Fantosporto
| År   | Nominerede værk    | Kategori   | Resultat |
| ---- | ------------------ | ---------- | -------- |
| 2004 | De grønne slagtere | Best Actor | Vundet   |

### Film Club's The Lost Weekend
| År   | Nominerede værk | Kategori              | Resultat |
| ---- | --------------- | --------------------- | -------- |
| 2016 | Mænd og høns    | Best Supporting Actor | Vundet   |

### Göteborg Film Festival
| År   | Nominerede værk | Kategori              | Resultat |
| ---- | --------------- | --------------------- | -------- |
| 2019 |                 | Honorary Dragon Award | Vundet   |

### Hollywood Critics Association
| År   | Nominerede værk         | Kategori                       | Resultat  |
| ---- | ----------------------- | ------------------------------ | --------- |
| 2021 | Retfærdighedens ryttere | Midseason Award for Best Actor | Nomineret |

### Houston Film Critics Society Awards
| År   | Nominerede værk | Kategori   | Resultat  |
| ---- | --------------- | ---------- | --------- |
| 2013 | Jagten          | Best Actor | Nomineret |

### IGN Summer Movie Awards
| År   | Nominerede værk | Kategori                                      | Resultat  |
| ---- | --------------- | --------------------------------------------- | --------- |
| 2014 | Hannibal        | IGN Award for Best TV Villain                 | Vundet    |
| 2014 | Hannibal        | IGN People's Choice Award for Best TV Villain | Vundet    |
| 2013 | Hannibal        | IGN Award for Best TV Villain                 | Nomineret |

### Indiana Film Journalists Association, US
| År   | Nominerede værk | Kategori   | Resultat  |
| ---- | --------------- | ---------- | --------- |
| 2020 | Druk            | Best Actor | Nomineret |

### Indiewire Critic's Poll
| År   | Nominerede værk | Kategori         | Resultat  |
| ---- | --------------- | ---------------- | --------- |
| 2020 | Druk            | Best Performance | Nomineret |

### International Cinephile Society Awards
| År   | Nominerede værk | Kategori   | Resultat  |
| ---- | --------------- | ---------- | --------- |
| 2014 | Jagten          | Best Actor | Nomineret |

### International Online Film Critics' Pill
| År   | Nominerede værk | Kategori                     | Resultat  |
| ---- | --------------- | ---------------------------- | --------- |
| 2015 | Jagten          | Best Actor in a Leading Role | Nomineret |

### Italian Online Movie Awards
| År   | Nominerede værk | Kategori   | Resultat  |
| ---- | --------------- | ---------- | --------- |
| 2013 | Jagten          | Best Actor | Nomineret |

### Jupiter Awards
| År   | Nominerede værk | Kategori                                   | Resultat |
| ---- | --------------- | ------------------------------------------ | -------- |
| 2022 | Druk            | Jupiter Award for Best International Actor | Vundet   |

### Kids' Choice Awards, USA
| År   | Nominerede værk | Kategori | Resultat  |
| ---- | --------------- | --- | --------- |
| 2017 | Rogue One       | Blimp Award for best #SQUAD (delt med Felicity Jones, Diego Luna, Riz Ahmed, Forest Whitaker, Donnie Yen, Ben Mendelsohn og Alan Tudyk) | Nomineret |

### London Critics Circle Film Awards
| År   | Nominerede værk | Kategori          | Resultat  |
| ---- | --------------- | ----------------- | --------- |
| 2013 | Jagten          | Actor of the Year | Nomineret |

### Munich Film Festival
| År   | Nominerede værk | Kategori        | Resultat |
| ---- | --------------- | --------------- | -------- |
| 2010 |                 | CineMerit Award | Vundet   |

### NAVGTR Awards
| År   | Nominerede værk | Kategori                           | Resultat |
| ---- | --------------- | ---------------------------------- | -------- |
| 2020 | Death Standing  | Performance in a Drama, Supporting | Vundet   |

### New Mexico Film Critics
| År   | Nominerede værk | Kategori   | Resultat |
| ---- | --------------- | ---------- | -------- |
| 2021 | Druk            | Best Actor | Vundet   |

### Ole Awards
| År   | Nominerede værk | Kategori                   | Resultat |
| ---- | --------------- | -------------------------- | -------- |
| 2014 | Jagten          | Bedste mandlige hovedrolle | Vundet   |

### Online Association of Female Film Critics
| År   | Nominerede værk | Kategori       | Resultat  |
| ---- | --------------- | -------------- | --------- |
| 2021 | Druk            | Best Male Lead | Nomineret |

### Online Film & Television Association
| År   | Nominerede værk | Kategori                     | Resultat  |
| ---- | --------------- | ---------------------------- | --------- |
| 2014 | Hannibal        | Best Actor in a Drama Series | Nomineret |

### Online Film Critics Society Awards
| År   | Nominerede værk | Kategori   | Resultat  |
| ---- | --------------- | ---------- | --------- |
| 2013 | Jagten          | Best Actor | Nomineret |

### Palm Springs International Film Festival
| År   | Nominerede værk  | Kategori   | Resultat |
| ---- | ---------------- | ---------- | -------- |
| 2014 | Jagten           | Best Actor | Vundet   |
| 2007 | Efter brylluppet | Best Actor | Vundet   |

### Phoenix Critics Circle
| År   | Nominerede værk | Kategori   | Resultat  |
| ---- | --------------- | ---------- | --------- |
| 2021 | Druk            | Best Actor | Nomineret |

### Puchon International Fantastic Film Festival
| År   | Nominerede værk | Kategori                             | Resultat |
| ---- | --------------- | ------------------------------------ | -------- |
| 2006 | Adams æbler     | Best Actor (delt med Ulrich Thomsen) | Vundet   |

### Rouen Nordic Film Festival
| År   | Nominerede værk      | Kategori   | Resultat |
| ---- | -------------------- | ---------- | -------- |
| 2003 | Elsker dig for evigt | Best Actor | Vundet   |

### San Sebastián International Film Festival
| År   | Nominerede værk | Kategori                                                                                       | Resultat |
| ---- | --------------- | ---------------------------------------------------------------------------------------------- | -------- |
| 2020 | Druk            | Silver Seashell Award for Best Actor (delt med Lars Ranthe, Thomas Bo Larsen og Magnus Milang) | Vundet   |

### Sarajevo Film Festival
| År   | Nominerede værk | Kategori                 | Resultat |
| ---- | --------------- | ------------------------ | -------- |
| 2020 |                 | Honory Heart of Sarajevo | Vundet   |

### Satellite Awards
| År   | Nominerede værk | Kategori                      | Resultat  |
| ---- | --------------- | ----------------------------- | --------- |
| 2015 | Hannibal        | Best Actor in a Series, Drama | Nomineret |

### Seattle International Film Festival
| År   | Nominerede værk | Kategori                                | Resultat   |
| ---- | --------------- | --------------------------------------- | ---------- |
| 2015 | Jagten          | Golde Space Needle Award for Best Actor | 2. pladsen |

### SESC Film Festival, Brasilien
| År   | Nominerede værk | Kategori                              | Resultat |
| ---- | --------------- | ------------------------------------- | -------- |
| 2014 | Jagten          | Critics Award for Best Foreign Actor  | Vundet   |
| 2014 | Jagten          | Audience Award for Best Foreign Actor | Vundet   |

### Svendprisen
| År   | Nominerede værk | Kategori                   | Resultat | Ref.   |
| ---- | --------------- | -------------------------- | -------- | ------ |
| 2021 | Druk            | Årets mandlige skuespiller | Vundet   | [ 11 ] |

### Telluride Film Festival, US
| År   | Nominerede værk | Kategori               | Resultat |
| ---- | --------------- | ---------------------- | -------- |
| 2012 |                 | Silver Medallion Award | Vundet   |

### The Game Awards
| År   | Nominerede værk | Kategori         | Resultat |
| ---- | --------------- | ---------------- | -------- |
| 2019 | Death Stranding | Best Performance | Vundet   |

### Toronto Film Critics Association Awards
| År   | Nominerede værk | Kategori   | Resultat |
| ---- | --------------- | ---------- | -------- |
| 2021 | Druk            | Best Actor | Vundet   |

### TV Guide Awards
| År   | Nominerede værk | Kategori         | Resultat  |
| ---- | --------------- | ---------------- | --------- |
| 2014 | Hannibal        | Favorite Villain | Nomineret |

### Zulu Awards
| År   | Nominerede værk                 | Kategori                      | Resultat | Ref.   |
| ---- | ------------------------------- | ----------------------------- | -------- | ------ |
| 2021 | Druk og Retfærdighedens ryttere | Årets skuespiller             | Vundet   | [ 12 ] |
| 2017 | Doctor Strange                  | Årets danske skuespiller      | Vundet   | [ 13 ] |
| 2015 | Mænd og høns                    | Årets danske skuespiller      | Vundet   | [ 14 ] |
| 2013 | Jagten                          | Årets danske skuespiller      | Vundet   | [ 15 ] |
| 2007 | Prag                            | Årets danske skuespiller      | Vundet   | [ 16 ] |
| 2005 | Pusher II                       | Årets danske skuespiller      | Vundet   |        |
| 2003 | Wilbur begår selvmord           | Årets danske mandlige birolle | Vundet   |        |
| 2002 | En kort en lang                 | Årets danske skuespiller      | Vundet   |        |

### Zurich Film Festival
| År   | Nominerede værk | Kategori                              | Resultat |
| ---- | --------------- | ------------------------------------- | -------- |
| 2023 |                 | Golden Eye Award for the New A-Lister | Vundet   |